# Carepalxis
Carepalxis là một chi nhện trong họ Araneidae.